# مقاومة الطرق التنفسية
مقاومة الطرق التنفسية  في فيزيولوجيا التنفس هو مقاومة المسلك التنفسي لمجرى الهواء أثناء التنفس في عمليتي الشهيق والزفير.
تقاس مقاومة الطرق التنفسية بواسطة جهاز يدعى مخطاط التحجم Plethysmograph.

## التعريف
يحسب قانون مقاومة الطرق التنفسية وفق العلاقة:
{\displaystyle R_{AW}={\frac {{\Delta }P}{\dot {V}}}}
إذاً:
{\displaystyle {\Delta P}=P_{ATM}-P_{A}}
بالتالي:
{\displaystyle R_{AW}={\frac {P_{\mathrm {ATM} }-P_{\mathrm {A} }}{\dot {V}}}}
حيث:
- {\displaystyle R_{AW}} = مقاومة الطرق التنفسية
- {\displaystyle {\Delta }P} = فرق ضغط مجرى الهواء
- {\displaystyle P_{ATM}} = الضغط الجوي
- {\displaystyle P_{A}} = الضغط السنخي
- {\displaystyle {\dot {V}}} = مجرى الهواء الحجمي

## اقرأ أيضاً
- جريان صفيحي
- جريان مضطرب